# Livsåskådning
En livsåskådning eller livssyn är en människas eller en organisations övertygelse eller föreställning om hur människan eller samhället är eller bör sträva efter att vara, en etik. Övertygelsen kan vara politisk, religiös eller ideologisk och kan även vara färgad av vanföreställningar och vidskepelse. Livsåskådningen omfattar i regel också motiven för denna övertygelse eller föreställning, men de teorier och hypoteser som livssynen bygger på kan sällan bevisas. Empiriska belägg saknas därför oftast. Livsåskådningar innehåller därför oftast mer av tro än av kunskap.
Livssyn kan indelas i två huvudgrupper med olika värdegrund, i vilka olika företeelser kan vara förknippade med en människas livsåskådning: konfessionella och sekulära. Livsåskådningar som inte stämmer överens med varandra kan likväl omfatta samma värden såsom "rättvisa", "jämlikhet" och "demokrati". I hur dessa begrepp definieras, framträder skillnaderna mellan livsåskådningarna. Värdena måste brytas ned till en rad mätbara egenskaper, om livsåskådningen ska kunna studeras med vetenskaplig metod.
Med livsåskådning likartade begrepp är aldrig helt synonyma, men stämmer någorlunda gör till exempel de svenska trosuppfattning, ideologi, "tro", "filosofi" samt "uppfattning om livets mening". Det engelska uttrycket för livsåskådning är "life stance", det spanska "concepción de la vida" (livskoncept). Livssyn kan också kombineras med en världsåskådning.

## Konfessionell syn (bekännelseorienterad)
Hit hör bland annat följande:
- Religion – här avskalad religion separerad från fördomar, efterbildningar och förvrängningar.[1]
- Vidskepelse – individen bygger sin livsåskådning på nationella, ekonomiska, politiska, rasmässiga eller religiösa fördomar. Uppfattningarna har inte någon grund i fakta. Exempel är föreställningen om rasöverlägsenhet, syndabockstänkande (tendensen att peka ut ett land eller ett folk som skyldiga så fort någonting går fel) eller på en tro – inbakad i exempelvis religioner – som innefattar moment som måste upprepas på samma sätt varje gång för att äga giltighet. Denna typ av vidskepelse kan ärvas från generation till generation med små förändringar gällande hur hela samhället bör vara, respektive vilka påbud den enskilde bör rätta sig efter.
- Vanföreställningar, en inbillad övertygelse orsakat av exempelvis ett sjukdomstillstånd, genom manipulation eller propaganda, där de fakta och/eller föreställningar som individen, organisationen eller ett helt samhälle bygger sin livssyn på inte har någon förankring i verkligheten.

## Sekulär syn
Bland annat följande:
- Filosofi som till exempel en humanistisk, existentialistisk eller nihilistisk hållning till allt som individen möter i livet
- Ideologi, gällande en helhet som exempelvis hur ett samhälle bör organiseras (politisk livsåskådning) och i enskilda frågor som veganism eller absolutism.

## Livsstil
Med en livsåskådning följs i allmänhet en speciell livsstil, som kan påverka hur den enskilde ser på liv och död, hur man klär sig, hur man har håret, vad man äter, hur man hanterar alkohol och andra droger, hur man talar, vilka man umgås med, hur man ser på och behandlar främlingar eller dem som har en annan livsåskådning, hur man röstar, hur man ser på sexualitet, hur man förhåller sig till mainstream eller i ovan nämnda värdegrundande synsätt.
Det omvända förhållandet att en livsstil leder till en livsåskådning är mindre vanligt, men det förekommer, särskilt bland tonåringar.